# Cavalca vaquero!
Cavalca vaquero! (Ride, Vaquero!) è un film del 1953 diretto da John Farrow.

## Trama
Il bandito messicano José Esqueda e la sua banda fanno continue razzie nelle proprietà dei coloni in Texas, prendendo di mira anche il ranch di Tom Cameron e della moglie Daniela.
Rio, fratello di Esqueda, è innamorato di Daniela; col tempo anche Daniela si innamora di Rio, il quale però, per rispetto di Tom, la respinge e fugge.
Mentre José cerca il fratello, incontra Tom; giunge anche Rio che difende Tom: nel duello finale i due fratelli si uccidono a vicenda.

## Critica
(Leo Pestelli su La Stampa del 30 aprile 1954)